# Federació Sindical Internacional
La Federació Sindical Internacional (FSI, en alemany, Internationalen Gewerkschaftsbund, IGB; en anglès International Federation of Trade Unions. IFTU) va ser l'associació internacional de centrals obreres que funcionà entre 1901 i 1945. Era des del seu origen considerat la contrapart sindical de la Segona Internacional al compartir els seus objectius i moltes vegades dirigents. Anomenada en forma pejorativa la Internacional d'Amsterdam per la Profintern.
Els seus orígens estan en un congrés realitzat a Copenhaguen en 1901 entre delegats de centrals sindicals de Dinamarca, Noruega, Suècia, Bèlgica, Alemanya i Gran Bretanya que acorden formar un Secretariat Sindical Internacional. En la vuitena conferència realitzada a Zürich en 1913, el Secretariat es transforma en la Federació Sindical Internacional.

Les seus del seu Secretariat han estat: Berlín (1902-1919, 1931-1933), Amsterdam (1919-1931), París (1933-1940) i Londres (1940-1945). En 1914 durant la Primera Guerra Mundial es va establir en sòl neutral (Amsterdam) una sotssecretària a càrrec de Jan Oudegeest. No obstant això les organitzacions dels països de l'Entesa (EUA, França, Gran Bretanya, Bèlgica, Rússia) van objectar la manutenció de la seu central a Alemanya establint una Oficina Central de Correspondència a París encapçalada per Léon Jouhaux per la durada del conflicte. Després de la guerra es normalitza la situació del secretariat, refonent-se la FSI en 1919.
No obstant això es produïx una ruptura en el seu interior, durant els anys 1920, a l'unir-se algunes de les centrals a la Profintern, i entrar en conflicte les dues organitzacions respecte a com tenia major influència i representativitat en món sindical. L'anterior després d'un fracàs d'acostament entre ambdues organitzacions. Així mateix l'American Federation of Labor es desafilia de la FSI a causa del seu desacord amb l'associació de la Federació amb els partits obrers i la seva inclinació pel socialisme. Durant aquest període es reforça el seu caràcter d'organització majorment europea per les organitzacions afiliades, en retirar-se EUA. Manté els seus vincle Internacional Obrera i Socialista. Establix una estreta col·laboració i promou les tasques de l'Organització Internacional del Treball (OIT).
Durant la Segona Guerra Mundial va tenir escàs impacte estalvi en la implementació d'un xarxa subterrània de suport la resistència. Al desembre de 1945, el Consell General de la FSI decideix dissoldre-la al creés la Federació Sindical Mundial com un intent d'agrupar totes les organitzacions sindicals.
La seva organització distingia els següents ens:
- Comitè Executiu, compost per un President, 5 vicepresidents i el Secretari General. Es reuneix almenys 6 vegades a l'any.
- Consell General, compost pel comitè Executiu i 1 delegat per cada central nacional afiliada. Es reuneix almenys una vegada a l'any
- Congrés, que corresponia la Conferència entre 1901-1917, es reuneix cada 3 anys. Tria el Comitè Executiu i és el màxim organisme resolutiu de la FSI

Alguns dels seus presidents van ser: Karl Legien (1913-1919), Walter M. Citrine (1928-1945). Secretari General: Karl Legien (1903-1913), Eduard Karl (Edo) Fimmen (1919-1923), Jan Oudegeest (1923-1930), Walter Schevenels (1930-1945).

## Conferències i Congressos de la FSI
Conferències
- I- Copenhaguen (Suècia), 1901
- II- Stuttgart (Alemanya), 1902
- III- Dublín (Irlanda), 1903
- IV- Amsterdam (Països Baixos), 1905
- V- Christiania (Dinamarca), 1907
- VI- París (França), 1909
- VII- Zürich (Suïssa), 1913
- VIII- Berna (Suïssa), 1917.

Congressos (per refundació de la FSI)
- I- Amsterdam ((Països Baixos), 28 de juliol al 2 d'agost de 1919
- II- Roma (Itàlia), 20-26 d'abril 1922
- III- Viena (Àustria), 2 al 7 de juny de 1924
- IV- París (França), 1 al 6 d'agost de 1927
- V- Estocolm (Suècia), 7 a l'11 de juliol de 1930
- VI- Brussel·les (Bèlgica) 30 de juliol al 3 d'agost 1933
- VII- Londres (Regne Unit), 8 a l'11 de juliol 1936
- VIII- Zürich (Suïssa), 5 al 8 de juliol 1939